# Juan Enrique Lagarrigue
Juan Enrique Lagarrigue Alessandri (1852 - 1927) fue un filósofo chileno que, junto a sus hermanos el médico Jorge (1854-1894) y el ingeniero Luis (1864-1949), constituyó en Chile el grupo más importante de divulgación del positivismo de Auguste Comte.

## Biografía
Era hijo del español Juan Lagarrigue Abad, vicecónsul de España en Valparaíso, y la chilena Aurora Alessandri Vargas. En la Academia de las Bellas Letras entró en contacto con José Victorino Lastarria y con Valentín Letelier, en una atmósfera proclive al positivismo europeo. Su hermano Jorge viajó a París y allí conoció a uno de los maestros del positivismo francés, Emile Littré; sin embargo, fue acercándose a Pierre Lafitte y terminó adhiriéndose totalmente a la Sociedad Positivista de Auguste Comte. Él y sus hermanos fundaron en Chile hacia el año 1883 la Iglesia Positivista de Chile, que posteriormente constituyó la Sociedad Positivista, dirigida por Jorge. Al año siguiente Juan Enrique, más afín a Littré, imprimió La religión de la humanidad (1884) y fue evolucionando hacia volverse completamente comteano. La crisis política de 1891 en Chile causó la escisión del positivismo: por un lado el conservador encarnado por los hermanos Lagarrigue y por el otro el liberal de cuño lastarrino, más cercano al pensamiento de Littré y de Spencer, que era sostenido por Valentín Letelier. A la muerte de Jorge en 1894, Juan Enrique asumió la dirección del movimiento en Chile. Como periodista, escribió diversos artículos en La Nación (1917-1927) y mantuvo una amplísima correspondencia con lo más granado de la intelectualidad de entonces, cuyas muestras más representativas imprimió en forma de cortos opúsculos. Intervino activamente en conseguir la paz entre Perú y Chile por la cuestión de Tacna y Arica. La fundación Juan Enrique Lagarrigue ha mantenido su legado hasta hoy.

## Obras
- Lo sobrenatural ante el positivismo. Santiago: Imp. Cervantes, 1905.
- Carta á la señora Doña Emilia Pardo Bazán. Santiago de Chile: Imprenta Cervantes, 1889.
- Segunda carta á la señora Doña Emilia Pardo Bazán. Santiago de Chile: Impr. Cervantes, 1889.
- Lettre a M. Émile Zola. Santiago du Chili: [Impr. y Libr. Ercilla], 1898.
- Segunda carta al señor don Juan Valera sobre la religión de la humanidad. Santiago: Impr. Cervantes, 1890.
- Carta sobre la religión de la humanidad: dirigida á la señora Doña Mercedes Cabello de Carbonera. Santiago de Chile: Impr. Cervantes, 1892.
- Los desafíos ante la moral positiva y la senda del porvenir. Santiago de Chile: Imprenta Cervantes, 1886.
- Carta al señor Arzobispo D. Mariano Casanova. Santiago de Chile: Impr. i Libr. Ercilla, 1893.
- La relijión de la humanidad (Santiago de Chile : Imp. Cervantes, 1884; Santiago de Chile [Impr. "Blanco y negro"], año 63 de la era normal, 1917; Santiago: Fundación Juan Enrique Lagarrigue, 1947.
- Discurso hecho para los funerales del señor Don Miguel Luis Amunátegui. Santiago de Chile: Impr. Cervantes, 1888.
- Segunda carta al señor don Zorobabel Rodríguez sobre la religión de la humanidad. Santiago de Chile: Impr. Cervantes, 1889.
- Carta al señor don Juan Valera sobre la religión de la humanidad. Santiago de Chile: Impr. Cervantes, 1888.
- Carta al sacerdote francés, Señor Jacinto Loyson, (Santiago de Chile, 1895)
- Carta al Señor Don J. Alfredo Ferreira, (Santiago de Chile, 1900)
- Cartas de don Juan Valera, (Managua, Tipografía internacional, 1908)
- Deuxième lettre au Tzar Nicolas II, (Santiago du Chili, 1898)
- Hacia la regeneración definitiva, (Santiago de Chile, 1908)
- La conciencia universal, (Santiago de Chile, 1912)
- La cuestión del Norte, (Santiago de Chile, 1907)
- A la mémoire de Tamara Ridzevski de Maturana, (Santiago du Chili, 1899)
- Lettre à M. Adolphe Alhaiza, (Santiago de Chile, 1900)
- Lettre à M. Charles Maurras, (Santiago de Chile, 1901)
- Lettre à M. F. Brunetière, (Santiago du Chili, 1899)
- Lettre à M. J. Novicow (Santiago de Chile, 1902)
- Lettre à M. L. Levy-Bruhl, (Santiago de Chile, 1900)
- Lettre à m. Léon Tolstoï. (Santiago, 1897)
- Lettre à M. Max Nordau, (Santiago de Chile, 1897)
- Lettre à M. Valentin Letelier, (Santiago de Chile, 1900)
- Lettre à Mgr. Ireland, Archevêque de Saint-Paul aux Etats-Unis, (Santiago du Chili, 1896)
- Lettre à Monsieur Émile Faguet, (Santiago de Chile, 1896)
- Ordre normal, (Santiago de Chile, 1906)
- A propos de Paris, (Santiago de Chile, 1912)
- A propósito de los partidos, (Santiago de Chile, 1912)
- Quelques observations aux anarchistes (Santiago de Chile, 1904)
- Rumbo estético, (Santiago de Chile, 1912)
- Tacna y Arica ante el patriotismo chileno [microform]; (Santiago de Chile, Imp. Cervantes, 1907)
- Voie altruiste, (Santiago de Chile, 1914)
- Voto de un Chileno, (Santiago de Chile, 1910)
- Religion de l'humanité... Lettre à M. Edmond Thiaudière, 1901.
- Circular religiosa, 1886.
- La separación de la iglesia y el estado 1884.
- La vraie destinée de Paris, 1899.
- Deuxième Lettre aux positivistes français, 1885.
- Intervenciones religiosas en favor de la paz; recopilación de 97 artículos publicados entre 1882 y 1927, Santiago de Chile, Fundación Juan Enrique Lagarrigue, 1942.
- Las cuestiones internacionales, Santiago de Chile: Imp. y Librería Ercilla, 1898.